# VV Большой Медведицы
VV Большой Медведицы (лат. VV Ursae Majoris) — двойная затменная переменная звезда типа Алголя (EA) в созвездии Большой Медведицы на расстоянии приблизительно 1612 световых лет (около 494 парсеков) от Солнца. Видимая звёздная величина звезды — от +10,91m до +10,13m. Орбитальный период — около 0,6874 суток (16,497 часов).

## Характеристики
Первый компонент — белая звезда спектрального класса A2V.